# تشيكو هيجوتشي
تشيكو هيجوتشي (باليابانية: 樋口 智恵子) مواليد 30 يناير 1981 في طوكيو، اليابان، هي مؤدية أصوات ومغنية يابانية بدأت نشاطها عام 1996.

## الأعمال

### مسلسلات أنمي تلفزيونية
- أمير التنس
- يوغي GX
- يوغي 5Ds

### أفلام
- وداعا ماركو

## وصلات خارجية
- تشيكو هيجوتشي على موقع IMDb (الإنجليزية)
- تشيكو هيجوتشي على موقع ألو سيني (الفرنسية)
- تشيكو هيجوتشي على موقع ميوزك برينز (الإنجليزية)
- تشيكو هيجوتشي على موقع قاعدة بيانات الفيلم (الإنجليزية)
- تشيكو هيجوتشي على موقع كينوبويسك (الروسية)
- تشيكو هيجوتشي على موقع ANN person (الإنجليزية)